# تسوكيساغه

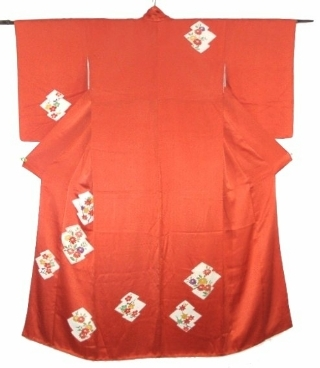
تسوكيساغه

تسوكيساغه (باليابانية: 付け下げ) هو نوع من الكيمونو النسائي. لتسوكيساغه نقوش ورسوم متواضعة كما لا يوضع عليه كامون، وتغطي مناطق قليلة من الثوب بشكل أساسي يكون تحت الخصر وهو أقل رسمية من الهوومونغي، ويمكن للنساء المتزوجات وغير المتزوجات ارتداءه.

## اقرأ أيضا
- كومون